# Sasha DiGiulian
Sasha DiGiulian (Alexandria, 23 ottobre 1992) è un'arrampicatrice statunitense.
Pratica le competizioni di difficoltà e boulder, l'arrampicata in falesia e il bouldering.
È la terza donna al mondo ad aver scalato una via di 9a dopo Josune Bereziartu (Bain de Sang nel 2002) e Charlotte Durif (PPP nel 2011).

## Biografia
Ha cominciato ad arrampicare nel 1998, a sei anni, ad Arlington in Virginia.
Dal 2006 ha iniziato a gareggiare nel Campionato del mondo giovanile di arrampicata e ha conquistato due medaglie di bronzo: nel 2007 nella categoria Youth B e nel 2011 nella categoria Junior. Dal 2009, raggiunti i sedici anni, ha preso parte alla Coppa del mondo lead di arrampicata ma ha partecipato solo a poche tappe, due su sei nel 2009 e tre su dieci nel 2011.
Nel 2011 ha gareggiato al Campionato del mondo di arrampicata 2011 ad Arco conquistando la medaglia d'argento nella specialità boulder e piazzandosi al primo posto nella speciale classifica di combinata.
Per i suoi risultati in falesia, due 9a lavorati e un 8b+ a vista nell'arco di un anno, ha vinto il premio Salewa Rock Award 2012.
All'inizio dell'estate 2013 (inverno australe) ha liberato la via Rolihlahla in Sudafrica (8c/+), che è la prima via da lei liberata nonché una delle vie più difficili mai liberate da una donna.
Nell'agosto dello stesso anno ha realizzato la prima ripetizione femminile di Bellavista (8c) sulla Cima Ovest di Lavaredo.

## Palmarès

### Coppa del mondo
|         | 2009 | 2010 | 2011 | 2012 |
| ------- | ---- | ---- | ---- | ---- |
| Lead    | 27   |      | 16   | 19   |
| Boulder |      |      | 52   |      |

### Campionato del mondo
|         | 2011 |
| ------- | ---- |
| Lead    | 8    |
| Boulder | 2    |
| Speed   | 52   |

## Falesia

### Lavorato
- 9a/5.14d:
  - Era Vella - Margalef (ESP) - 25 aprile 2012[8]
  - Pure Imagination - Red River Gorge (USA) - 15 ottobre 2011[1]
- 8c+/5.14c:
  - Mind Control - Oliana (ESP) - 10 marzo 2012[9]
  - Così Fan Tutte - Rodellar (ESP) - 3 settembre 2011[10]
  - Lucifer - Red River Gorge (USA) - 24 marzo 2011[11]
  - Southern Smoke - Red River Gorge (USA) - 19 marzo 2011[12]
- 8c/5.14b:
  - Pata Negra - Rodellar (ESP) - 11 giugno 2012[13]
  - Aitzol - Margalef (ESP) - 20 settembre 2011[14]
  - Welcome to Tijuana - Rodellar (ESP) - 14 agosto 2010[15]

### A vista
- 8b+/5.14a:
  - Maskoking - Rodellar (ESP) - 7 settembre 2011[16]
  - Omaha Beach - Red River Gorge (USA) - 22 marzo 2011[17]

## Riconoscimenti
- Salewa Rock Award nel 2012[5]